# Hurts Like Heaven
Hurts Like Heaven is de vijfde single van Mylo Xyloto, het vijfde studioalbum van de Britse alternatieve-rockband Coldplay. Het werd geschreven door alle bandleden en producer Brian Eno. De single werd uitgebracht op 27 juli 2012.

## NPO Radio 2 Top 2000
Hurts Like Heaven stond alleen in 2013 in de NPO Radio 2 Top 2000, op plek 1599.